# 川上千尋
川上千尋（1月27日—）是日本的女性聲優，埼玉縣出身。曾object所屬。現DoubleArrow所属

## 人物
在高中的入學式自我介紹時，被對聲優有興趣的女同學說「聲音很特別，可以去當聲優」後開始對成為聲優這條路產生興趣。
從小學開始就喜歡畫圖，進入高中前曾想過當漫畫家。
2015年11月離開Production baobab，2016年4月加入object。

## 演出作品
※粗體字為主要角色。

### 電視動畫
2013年
- 印度版忍者哈特利（男孩子、女孩子）
- 我的朋友很少NEXT（春子）

2014年
- 哆啦A夢（男孩子B、男子A、隊友A、女子B、男孩子A、友達B）

2015年
- 哆啦A夢（山田）
- 偶像學園（天羽圓[3]）

2016年
- NEW GAME!（美羽（結音的妹妹））
- 時空使徒（ワン・フォン）

2017年
- 哆啦A夢（山田、男孩子、男子、男孩子1）
- NEW GAME!!（美羽、女服務生、程序員、店員）

2018年
- 哆啦A夢（少年）
- 銀河英雄傳說 Die Neue These 邂逅（萊茵哈特〈少年期〉）
- 兔子馬修（凱倫）

2020年
- 戀愛小行星（女子）

2025年
- 最弱技能《果實大師》 ～關於能無限食用技能果實（吃了就會死）這件事～（男子）
- 這公司有我喜歡的人（記者、女客人）

### 劇場版動畫
2016年
- 偶像學園！～被盯上的魔法偶活卡～（天羽圓[4]）

2025年
- 偶像學園×星光樂園 THE MOVIE -相遇的奇蹟！-（天羽圓[5]）

### 遊戲
2013年
- 偶像收集～with you～（彩坂弓弦）
- 魔鬼戀人 MORE,BLOOD（克莉絲緹娜）

2014年
- Last Summoner（心〈沖田總司〉、伊麗莎白〈弗拉德三世·采佩什〉、摩娜·莉茲〈李奧納多·達文西〉、忍〈服部半藏〉、美烏〈明智光秀〉、拉米安〈詹西女王〉）

2015年
- DATA CARDDASS 偶像學園！2015年系列4彈～6彈（天羽圓）
- 偶像學園！My No.1 Stage！（天羽圓）
- 魔鬼戀人（克莉絲緹娜）

2016年
- DATA CARDDASS 偶像學園！2016年系列1彈～4彈（天羽圓）
- 偶像學園！寫真舞台！！（天羽圓）
- ICARUS ONLINE（梅露蒂）
- 奇想之戰（多莉亞絲賽蓮蒂、修瑪諾伊德琪蒂、希拉尼瓦娜）
- 勇氣戰記（伊爾米娜、瑪巴斯）
- 神航的地平線（艾娜、泰瑞莎）
- 問答RPG 魔法使與黑貓維茲（費姆）
- 消滅都市2（美奈子）
- 御城Project:RE（Yukuepira Chashi、內城）

2017年
- Fish island2（露琪）
- 騎士編年史（安娜、娜比）
- 幻獸契約Cryptract（傑米·傑尼、安琪）
- 請命令！提督Sama（華盛頓）

2018年
- 歷史調整者（善鬼）
- 緹利亞傳說（潘塔洛、貝莉）
- 食之契約（海膽）

### 外語配音

#### 電視劇
- 偷天任務 第3季（少女、女服務生）
- 個人取向（女性社員）
- 檀島警騎2.0 第2季（貓）
- 我愛夏莉（提拉）
- 愛情雨（女學生）
- 華麗的挑戰（寶田瑪麗亞）
- 花樣少年少女（女學生）
- Borgia 欲望系譜（盧克雷齊亞·波吉亞）
- 馬醫（副太守的女兒、醫女）
- 巨商金萬德（和順）
- 偷天任務 第5季（克莉絲汀）
- 莉芙與小曼（凱西）
- 諜海黑名單（兒子、黛安娜、傑克）
- 絕命毒師（凱莉、琪拉）
- 尋骨線索 第9季（吉利安、莫莉）
- 聽見你的聲音（女學生、女性店員）
- 霹靂遊俠（女優）
- 無間警探（奧黛莉）
- 我愛阿噗（艾咪）
- 絕命律師（凱莉、喬喬）
- 潔西卡·瓊斯（露西、仙妮絲）
- 數數城小兄妹 第2季（女孩子、男孩子、小雞）

#### 電影
- 傑克：巨人戰紀（幼年伊莎貝爾[6]）

### 數位漫畫
- Com!cFesta動畫ZONE「還有一秒吻上你」（2017年4月－、澤野萌黃[7]）

## 外部連結
- 事務所官方簡歷（日語）
- ⋈川上千尋officialsite⋈ （页面存档备份，存于）（日語）
- 川上千尋的X（前Twitter）（日語）